# Скарит песчаный
Скарит песчаный, или щипавка буцида, или скарит пастбищный (лат. Scarites bucida) — вид жуков-жужелиц из подсемейства Scaritinae.

## Описание
Жук крупных размеров, длиной до 41 мм. Тело крупное, чёрное, блестящее, плоское. Конечности тёмные. Голени передних ног копательные, с зубцами по наружному краю. Щетинки на средней и задней голенях ржаво-красного цвета. Четыре первых сегмента усиков голые, первый сегмент сильно удлинён.

## Ареал
Распространён в степной зоне Юго-Восточной Европы, Европейской части России (Предкавказье), Казахстане, Туркменистане, Кыргызстане. В Дагестане встречается на бархане Сарыкум, приморских дюнах (Аграханский полуостров).

## Биология
Населяет песчаные почвы. Роющий геобионт, активный хищник. Днем жуки и личинки скрываются в песке. Сильная мускулатура передних ног даёт возможность жукам активно зарываться в песок на глубину более одного метра. Вечером жуки выходят на поверхность, двигается медленно. При опасности принимают «угрожающую» позу, раскрывая челюсти и приподнимая голову с переднеспинкой вверх. Прилетают на свет. 